# 基里尔·帕夫洛夫
基里尔·帕夫洛夫（1986年9月13日—）是一名哈萨克斯坦举重运动员。2010年，在广州亚运会中以325千克夺得男子77公斤级举重亚军。